# Alfa Romeo 155
Alfa Romeo 155 je automobil střední třídy, který v letech 1992 až 1997 vyráběla italská automobilka Alfa Romeo. Nahradila typ 75 a nástupcem se stala Alfa Romeo 156. Vyráběla se jako sedan. Tento typ byl úspěšný v závodech cestovních vozů.

## Historie

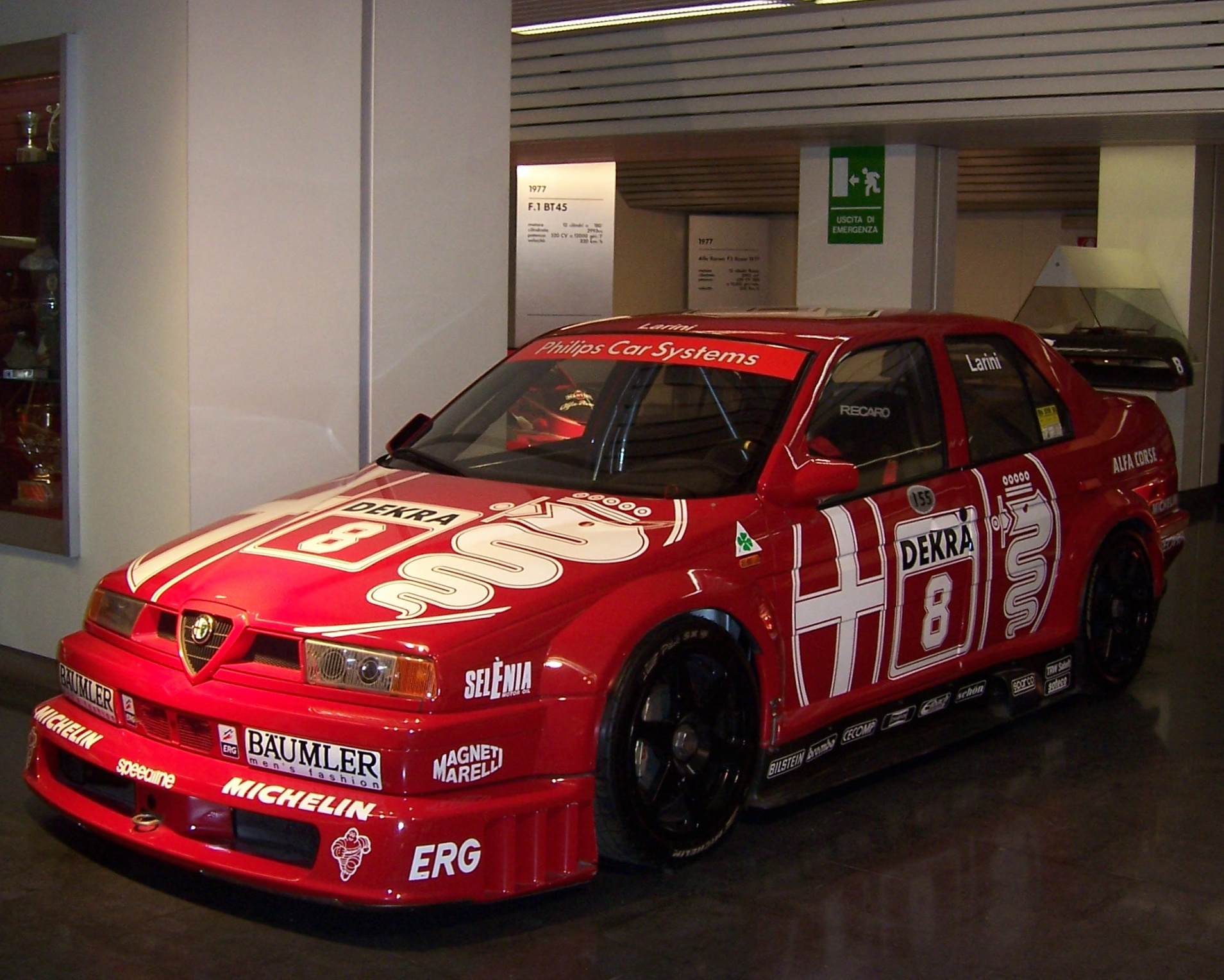
verze pro závody DTM

V roce 1992 se představila s širokou nabídkou osmiventilových motorů Twin Spark 1,8 l (93 kW), 2,0 l (105 kW) a 2,5 V6 (122 kW). Sportovní verzí byl typ 2,0 Q4 přeplňovaný turbodmychadlem o výkonu 140 kW, který měl pohon všech kol. Po roce byla zlepšena pasivní bezpečnost vyztužením karoserie. Nabídka motorů byla rozšířena o 1,7 l Twin Spark (85 kW) a Turbodiesely 1,9 TD (66 kW) a 2,5 TD (92 kW). V roce 1995 prošel model faceliftem a do nabídky motorů přibyl 2,0 Twin Spark 16V (110 kW). O rok později z nabídky vypadly osmiventilové motory a šestiválec. Místo nich se dodávaly šestnáctiventilové motory Twin Spark 1,6 l (88 kW) a 1,8 l (103 kW). V dalším roce byl model nahrazen typem 156.